# تپه فرودگاه
تپه فرودگاه در شهرستان آباده، محل احداث فرودگاه آباده واقع شده و این اثر در تاریخ ۲ آبان ۱۳۸۲ با شمارهٔ ثبت ۱۰۵۱۱ به‌عنوان یکی از آثار ملی ایران به ثبت رسیده است.